# 12 Odd Future Songs
12 Odd Future Songs è una raccolta del collettivo statunitense Odd Future, pubblicata esclusivamente tramite iTunes il 3 ottobre 2011.

## Descrizione
Sebbene si intitoli 12 Odd Future Songs, la compilation contiene 13 tracce. La raccolta è composta da 12 canzoni pubblicate in precedenza dai membri di Odd Future e da una nuova traccia ("67").

## Tracce
1. Tyler, The Creator – Bastard (da Bastard) – 6:09
2. MellowHype – 67 – 3:38
3. Mike G – Forest Green (da The OF Tape Vol. 2) – 3:04
4. The Jet Age of Tomorrow – Welcome Home Son (feat. Tyler, The Creator & Casey Veggies) (da The Journey to the 5th Echelon) – 2:54
5. Tyler, The Creator – French! (feat. Hodgy) (da Bastard) – 4:03
6. Domo Genesis – Rolling Papers (feat. Tyler, The Creator) (da Rolling Papers) – 2:52
7. Mike G – King (da Ali) – 3:06
8. MellowHype – BankRolls (da YelloWhite) – 3:50
9. The Jet Age of Tomorrow – But She's Not My Lover (da Voyager) – 3:21
10. Tyler, The Creator – VCR/Wheels (da Bastard) – 3:28
11. Domo Genesis – SteamRoller (feat. Hodgy & Frank Ocean) (da Rolling Papers) – 4:42
12. MellowHype – RokRok (da YelloWhite) – 3:40
13. The Internet – They Say (feat. Tay Walker) (da Purple Naked Ladies) – 3:14